# Medicina estetica
La medicina estetica è una branca medica, a carattere internistico, che si occupa di migliorare la qualità della vita di chi vive un disagio per un inestetismo. Inoltre propone un programma di prevenzione e terapia dell'invecchiamento generale e cutaneo e si occupa della correzione degli inestetismi dell'intero organismo.

## Storia
La medicina estetica nasce in Francia nel 1973 per intuizione del dott. Jean Jacques Legrand, endocrinologo di Parigi. In Italia nel 1975 con la fondazione, ad opera del prof. Carlo Alberto Bartoletti, geriatra di Roma, della Società Italiana di Medicina Estetica (SIME) ha inizio un movimento culturale medico-estetico che farà, nel tempo, da nocchiere della medicina estetica internazionale. Bartoletti è da considerare il padre della medicina estetica italiana e uno dei principali operatori culturali della medicina estetica internazionale.
Attualmente esistono diverse Società Nazionali di Medicina Estetica in diversi Paesi (europei ed extraeuropei), che fanno parte dell'Unione Internazionale di Medicina Estetica (UIME) con sede a Parigi. 
- La SIME dal 1976 organizza congressi annuali, in collaborazione con strutture universitarie e ospedaliere. Dal 1990 la SIME ha promosso, con la Fondazione Internazionale Fatebenefratelli (FIF)  di Roma, la prima Scuola quadriennale di formazione in Medicina Estetica, riservata ai laureati in Medicina e Chirurgia.
- La Scuola Internazionale di Medicina Estetica (FIF)nel 1994 ha aperto presso l'Ospedale “San Giovanni Calibita” Fatebenefratelli all'Isola Tiberina di Roma, il Servizio Ambulatoriale di Medicina Estetica (SAMEst) che ha una duplice missione: essere sede di tirocinio pratico per i medici iscritti alla Scuola e offrire tariffe agevolate per rendere tale branca medica fruibile in modo ampio.
- Agorà è una società scientifica di Medicina Estetica nata nel 1984 che promuove la Scuola Quadriennale di Medicina Estetica di Milano dal 1986 (la scuola è federata EFAMS - European Federation of Aesthetic Medicine School unitamente alla Scuola di Roma della SIME), un corso semestrale di tecnologie laser in Medicina Estetica ed il Congresso Internazionale Agorà che si tiene a Milano dal 1998 nel mese di ottobre; Agorà promuove anche corsi monotematici in medicina estetica, corsi di formazione a distanza e dispone di un centro clinico di 1200 metri a Milano città dedicato alle attività formative, al centro complicanze per la medicina estetica ed a alcune attività cliniche e di validazione scientifica.
- La SIMEO (Società Italiana di Medicina Estetica Odontoiatrica) si prefigge di far acquisire conoscenze teoriche ed abilità tecnica e manuale in materia di medicina e di odontoiatria estetica. SIMEO organizza congressi annuali, corsi di formazione e webinar su tutto il territorio nazionale.

Un'ulteriore tappa importante nella storia della Medicina Estetica è stata la realizzazione, nel 1977, della rivista La Medicina Estetica che si è assunta il ruolo di guida per la formazione del medico di medicina estetica.
Oltre la scuola di medicina estetica della SIME, altre scuole private di rilievo sono quella Agorà di Milano, IAPEM di Milano, quella ICAMP di Milano, quella CPMA-VALET, Meo a Bologna e molte altre.
Molte università statali e private italiane hanno attivato dei master di II livello di medicina estetica: Camerino, Roma "Tor Vergata", Pavia, Parma, Napoli, Chieti, Siena, Palermo, Verona,Niccolò Cusano di Roma e tutte rilasciano un titolo. L'Università di Camerino tiene il master internazionale di II livello di Medicina Estetica e Terapia Estetica a Roma.

## Descrizione
La medicina estetica si occupa anche della costruzione e della ricostruzione dell'equilibrio psicofisico dell'individuo sano, che può vivere con disagio la propria vita a causa di un inestetismo male accettato o che, più semplicemente, richiede regole gestionali di vita, suggerimenti ed interventi mirati al controllo del proprio invecchiamento, generale e cutaneo. Chi si rivolge oggi alla medicina estetica domanda, infatti, oltre alla correzione dell'inestetismo dichiarato, quando presente, una prescrizione utile per migliorare la qualità della vita relativa alla propria età e per mantenere negli anni una condizione fisica e mentale ottimale. Oltre all'importante contributo per il trattamento multidisciplinare delle disgrazie fisiche, delle alterazioni estetiche costituzionali, delle sequele estetiche e psicologiche delle malattie e degli inestetismi traumatici, la medicina estetica finalizza il suo intervento al raggiungimento e al mantenimento della salute intesa - come raccomandato dall'Organizzazione Mondiale della Sanità  - quale "espressione di una condizione di benessere psicologico e fisico e non come assenza di malattia". La disciplina, confermando i contenuti di medicina preventiva, correttiva, restitutiva e riabilitativa a sfondo sociale, proposti in Italia circa 35 anni or sono, ha affinato, nell'iter culturale ultratrentennale, la sua estrazione umanistica ed internistica, presentandosi oggi come medicina essenzialmente preventiva.

## Odontoiatria e Medicina Estetica
L'approvazione del Decreto Legge Bollette (Legge 56/2023) ridefinisce i contesti e le procedure per la pratica della medicina estetica, eliminando le restrizioni che precedentemente confinavano l'attività dell'odontoiatra solo alla regione inferiore e media del volto. I dentisti possono ampliare le funzioni di odontoiatra estetico includendo anche trattamenti per armonizzare il viso. Nello specifico, la Gazzetta Ufficiale comunica che:
Gli odontoiatri possono prescrivere tutti i medicamenti necessari all’esercizio della loro professione e possono esercitare le attività di medicina estetica non invasiva o mininvasiva al terzo superiore, terzo medio e terzo inferiore del viso.
La novità è stata pubblicata nel DDL semplificazione del 2023.

## Caratteristiche

### Apparecchiature e tecnologie
Le principali apparecchiature e tecnologie utilizzate in medicina estetica sono:
- Carbossiterapia
- Elettroporazione
- Luce pulsata
- Laser
- Radiofrequenza
- Elettrolipolistesi
- Criolipolisi

### Inestetismi e patologie
Gli inestetismi e le patologie di cui si occupa principalmente la medicina estetica sono:
- acne in fase attiva o cicatriziale
- acne rosacea
- adiposità localizzata
- alopecia
- emangioma
- cellulite o panniculopatia edematofibrosclerotica (P.E.F.S.)
- ipermelanosi e ipomelanosi
- iperidrosi e bromidrosi
- ipertricosi e irsutismo
- lipoatrofia
- rughe e solchi come esito di mimica facciale
- rughe e solchi come esito di un generale invecchiamento della pelle accompagnato a volte da cedimento del profilo
- smagliature
- sovrappeso
- tatuaggi
- teleangectasie e vene reticolari

### Metodiche e tecniche
Le principali metodiche e tecniche utilizzate in medicina estetica sono:
- Autotrapianto di capelli
- PRP o autorigenerazione con fattori di ricrescita piastrinici
- Capelli artificiali
- Filler
- Intralipoterapia
- Mesoterapia
- Peeling chimico
- Scleroterapia
- Tossina botulinica